# Stroppo
Stroppo ist eine Gemeinde in der italienischen Provinz Cuneo (CN), Region Piemont.

## Lage und Einwohner
Stroppo liegt 42 km nordwestlich von der Provinzhauptstadt Cuneo entfernt im Valle Maira in den Cottischen Alpen und hat 96 Einwohner (Stand 31. Dezember 2021). Im Vergleich zur Volkszählung mit der höchsten Einwohnerzahl, von 1871, hat die Gemeinde fast 95 % der Bevölkerung verloren. Wie alle Gemeinden im Mairatal, so besteht auch Stroppo aus einer Reihe von Weilern, nämlich Arneodi, Bassura, Caudano, Centenero, Ciamino, Contà, Cucchiales, Forte, Giordana, Grangia, Morinesio, Noufresio, Paschero, Pessa, Possile, Ruata Valle und San Martino.
Die Nachbargemeinden sind Elva, Macra, Marmora, Prazzo und Sampeyre.

## Geschichte

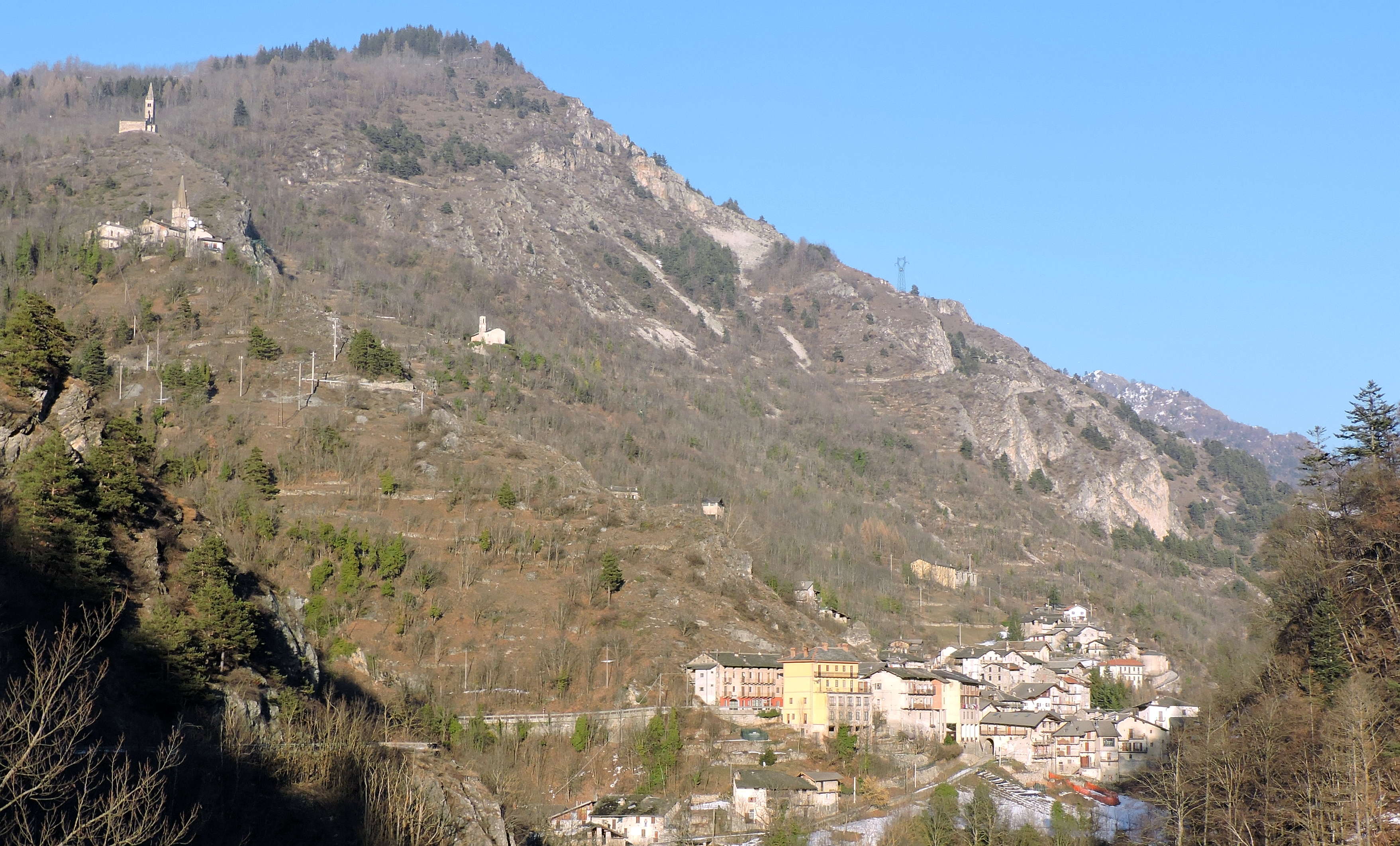
Panorama

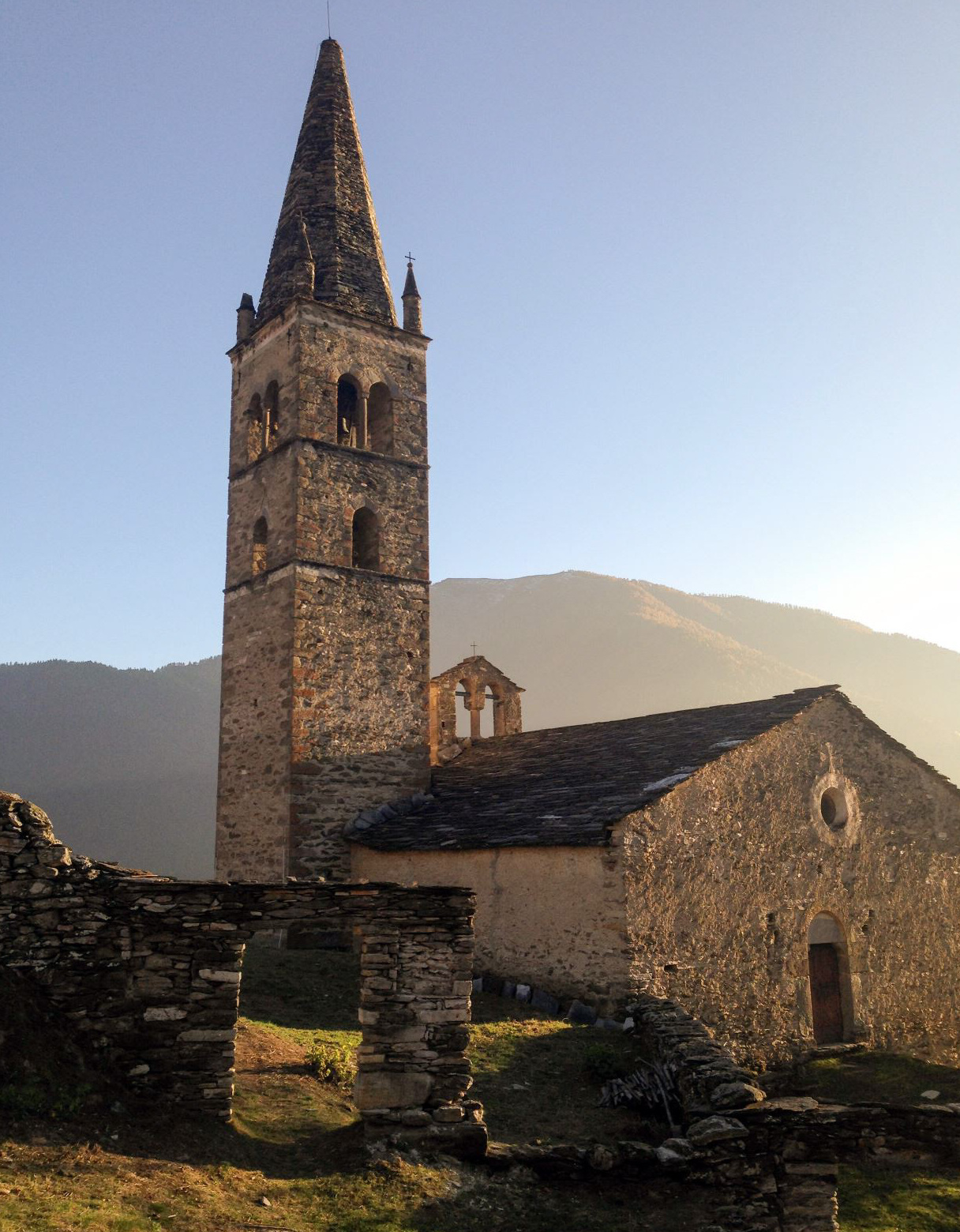
Kirche San Peyre auf 1'233 m

Die Dokumentation des Ortsnamens aus dem Jahr 899 beginnt mit „Villa Stropo“, was nach Ansicht einiger Gelehrter mit dem Dialektwort „strup“ verbunden ist, das „Herde“, aber auch „Gruppe von etwas“ bedeutet, begründet durch das Lage abseits der Stadt am Hang. In der Vergangenheit war das Dorf der Kreuzungspunkt, um die Täler Stura, Grana und Varaita zu erreichen. Ab 1254 stand es unter der Herrschaft der Markgrafen von Saluzzo. Ab dem 13. Jahrhundert war es Hauptort des Bundes der zwölf Gemeinden des oberen Maira-Tals, ein Status, der formal nie existierte. Hier befanden sich jedoch die wichtigsten Einrichtungen wie Gasthöfe mit Ställen, Werkstätten und Mühlen. Im Jahr 1463 wurde auch ein Krankenhaus, im Weiler Caudano, eröffnet, das während der Pestepidemien in ein Lazarett umgewandelt wurde. Nach den religiösen Kämpfen wurde es im 17. Jahrhundert Teil der Gebiete, die den Savoyern unterworfen waren. Es wurde den Pallavicino-Herren von Ceva, dann dem Senator Dalla Chiesa und schließlich der Familie Taricco aus Cuneo als Lehen gegeben. 
Aus historisch-künstlerischer Sicht interessant ist die Kirche San Peyre, die in isolierter Lage auf 1.233 Metern liegt. Sie gilt als künstlerisches Juwel des Tals. Seine Ursprünge reichen bis ins 11. Jahrhundert zurück. Das Gebäude hat eine unregelmäßige Giebelfassade mit Steinmauern, einem Schieferdach und einem Glockenturm. Der Innenraum ist in drei Kirchenschiffe unterteilt, mit einem Fachwerkgewölbe im Mittelschiff und einem Kreuzgewölbe in den Seitenschiffen. Die Fresken in der Apsis stellen Figuren aus der christlichen Tradition dar. Bemerkenswert ist auch die Pfarrkirche San Giovanni, die sich im Zentrum des Dorfes befindet und aus dem 15. Jahrhundert stammt. Schließlich gibt es in der Umgebung der Gemeinde zahlreiche Kapellen.

## Einzelnachweise

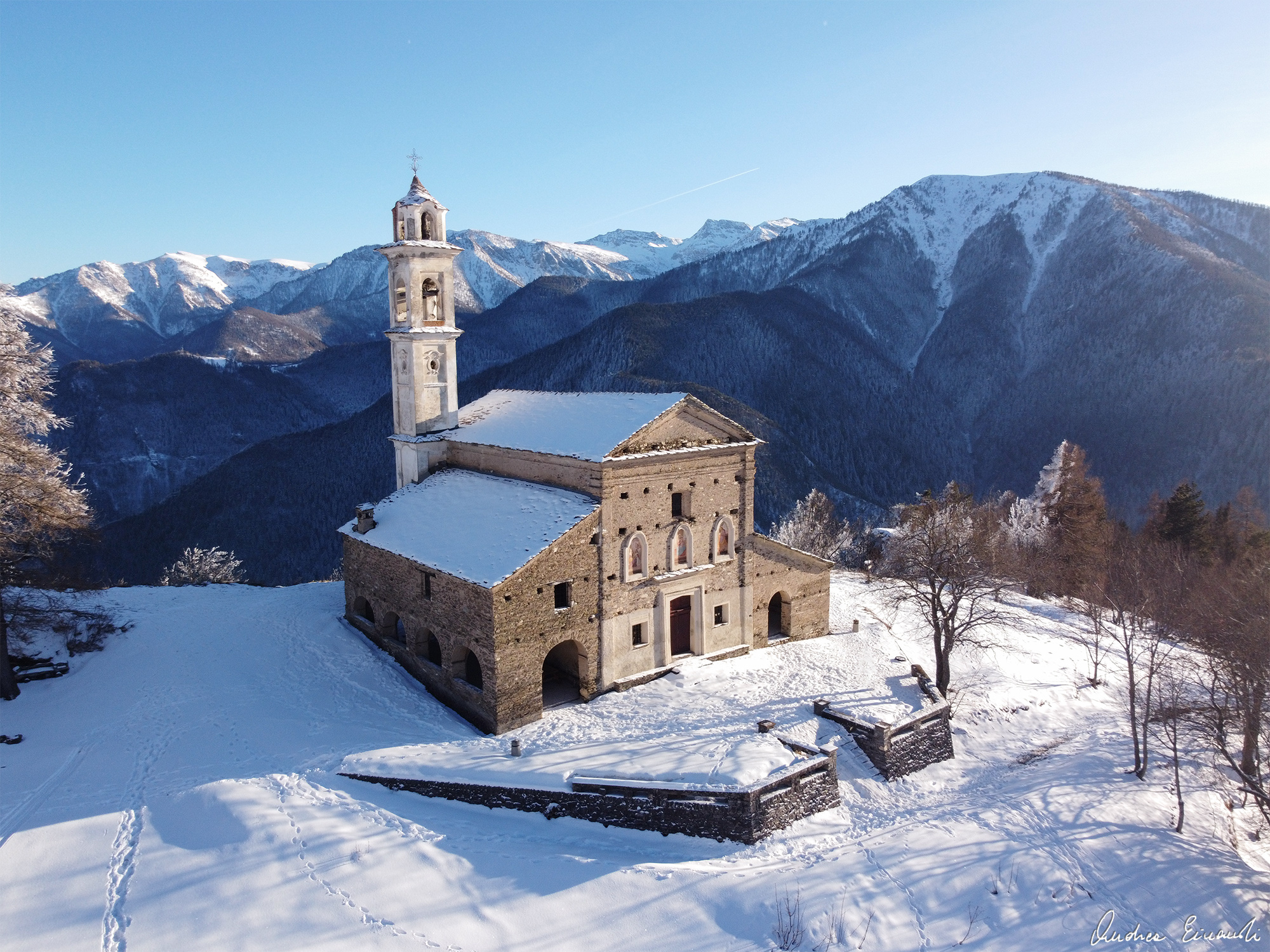
Kirche Santa Maria Moriesio